# Inugami Gjóbu

Az Inugami Gjóbu (隠神刑部; Hepburn: Inugami Gyoubu) vagy másnéven Gjóbu-danuki (刑部狸; Hepburn: Gyoubu-danuki) egy bake-danuki (azaz szörny tanuki). Az Inugami Gjóburól szóló történetek Japán több prefektúrájában is fellelhetőek, többek között Macujama és Ijo prefektúrákban ( Ijo mai neve Ehime prefektúra). Emellett ismert még a Macujaimai 808 tanuki lázadásának történetéből (松山騒動八百八狸物語; Hepburn: Matsuyama Sōdō Happyakuya-danuki Monogatari). Ez a történet a három egyik legismertebb tanuki történet a Sodzsodzsi Tanuki-bajasi és a Bunbuku Csagama mellett. 

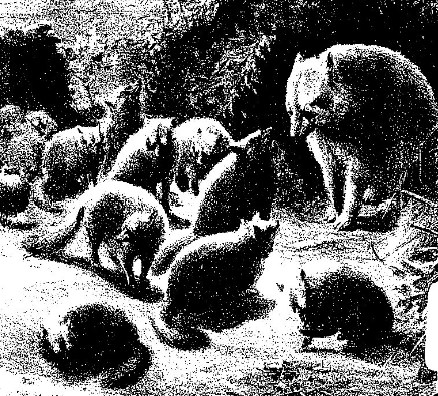
Illusztráció: Macujamai 808 tanuki lázadásának történetéből
松山騒動八百八狸物語, Heburn: Matsuyama Sōdō Happyakuya-danuki Monogatari

## A legenda és eredete
Macujaimai 808 tanuki lázadásának története Ijo Nagusa (伊予名草 Hepburn:Iyo Nagusa) történelmi feljegyzései alapján készült. A feljegyzések arról az O-le Szódó-ról (御家騒動Hepburn: O-Ie Sōdō) szólnak, amely az 1805-ös nagy gjóhói éhinség alatt történt. Az O-le Szódó(k) a japán nemesi családok (szamuráj és arisztokrata családok egyaránt) közötti viták megnevezése. Ezek főleg a korai 17. századra voltak jellemzőek (Edo korszak ideje.) Az Edo korszakban a kódan (Hepburn: kōdan) vagy hagyományos nevén kósaku (Hepburn: koushaku) [a kódan egy hagyományos japán stílusa a történetmesélésnek] történetmesélő Nanrjú Tanabe (Hepburn: Nanryū Tanabe) szerint ez egy olyan szellem történet volt amiben a szellemeken kívül jókai és tanuki elemek is vannak. A történet a kódanon keresztül vált ismertté ezért sok változata fellelhető amelyek kisebb nagyobb részletekben eltérnek egymástól, de a történet lényege mindenütt megegyezik.
Sikokuban rendkivül sok tanuki népmese és legenda lelhető fel, de ezek közül kiemelkedik a macujamai, ugyanis ezen történet gyökerei egészen Tendzsi Császár (Hepburn: Tenji) koráig vezethető vissza, ezen időszaktól kezdve egyre nőtt a számuk míg nem elérte a 808-at, amely a legendákban is megjelenik. Ezen 808 tanuki vezetője volt Inugami Gjóbu, aki egy öreg barlangban lakott Kumajamában és hosszú éveken át védelmezte Macujama várat. Az alá tartozó 808 tanukit 八百八狸, Hepburn:Happyakuya-danukinak is hívták.
A „Gjóbu” (刑部: szó szerinti fordításban: büntető részleg) egy olyan cím amelyet a macujamai urak őse adományozott neki. Ezzel együtt elnyerte a hűbéresek bizalmát és szoros kapcsolatott ápolt a helyi emberekkel. A Macujama Oki no Kami (松山隠岐守 Hepburn: Matsuyama Oki no Kami) korszakaban amikor az O-le Szódó történt Inugami Gjóbut a lázadó oldal felhasználta. Úgy támogatta a felkelést, hogy ő és követői furcsa jelenségeket idéztek elő.
Azonban a Inomóto no Roku (Hepburn: Inōmono no Roku) című szellemtörténetben a harcos Inó Budajú (稲生武太夫 Hepburn: Inō Budayū) lázadásáért megbüntette egy isteni erővel felruházott rúddal ami Usza Hacsiman Dai-boszacutól (Hepburn: Usa Hahiman Dai-bosatsu) kapott, amelynek segítségvel Inugami Gjóbut és az általa vezetett 808 tanukit elzárta Kumajamában. A barlang még ma is megtalálható Kutaninagumiben (久谷中組), Macujama városában. Azonban ma már Jamagucsi Reisinnek (山口霊神Hepburn: Yamaguchi Reishin) nevezik.

## A történet különböző variációi
Ahogy már korábban is említve lett a történetnek sok variációja van. A különböző variációk főleg abban a részletben térnek el egymástól, hogy Inugami Gjóbut (akinek a várat kellett volna védelmeznie, de ehelyett a lázadók oldalára állt) milyen módon győzte le Budajú.
- Gotó Kogenta Masanobu (後藤小源太正信) egy fiatal szamuráj, aki a lázadók oldalán állt gyilkossági kísérletet hajtott végre Inugami Gjóbu ellen. A kudarc után egyezséget kötöttek arról. hogy mindaddig ameddig Inugami Gjóbu segít a lázadóknak káoszt okozni életben maradhat. Így amikor a lázadók elkezdtek mozgolódni nem volt más választása, mint furcsa jelenségeket előidézni, hogy betartsa az egyezséget. Amikor Budajú megjelent a vár alatt Inugami Gjóbu rettegni kezdet ugyanis félte isteni erejű rúdját és el akarta kerülni Budajúval való összetűzést, amit viszont nem sikerült véghez vinnie és vereséget szenvedett.
- Inugami Gjóbu ne volt jó véleménnyel a vár akkori uráról, aki elhanyagolta a feladatát és a tradíciókat. Így szövetkezett Kongendával és elkezdett szervezkedni a vár ura ellen. Azonban Budajú azt a felkérést kapta, hogy verje le a lázadást, így amikor kiderült, hogy Inugami Gjóbu a lázadók oldalán van őt is leverte a lázadókkal együtt.
- A lázadók úgy csalták csapdába Inugami Gjóbut, hogy eleinte szövetségesként kezelték, azonban amikor elkezdte hadműveleteit mindenért őt tették felelőssé, így ő lett a bűnbak. Legyőzésére pedig Budajút kérték fel, aki elzárta őt és alárendeltjeit.
- Budajú nem isteni erejű rudat hanem egy fakalapácsot használt, amit a jókaiok vezetőjétől Szanmoto Gorózaemontól (山本五郎左衛門 Hpeburn: Sanmoto Gorōzaemon) kapott.

Ezzel szemben a történetnek olyan verziói is vannak, hogy Inugami Gjóbu nem a lázadók hanem a vár ura oldalán állt. Azonban nem volt képest végzetes csapást mérni a lázadókra, így Budajút hívták segítségül. De olyan verziók is fellelhetőek amelyekben Budajú fel sem tűnik.

## Fordítás
Ez a szócikk részben vagy egészben  az   Inugami Gyoubu című angol Wikipédia-szócikk fordításán alapul.  Az eredeti cikk szerkesztőit annak laptörténete sorolja fel. Ez a jelzés csupán a megfogalmazás eredetét és a szerzői jogokat jelzi, nem szolgál a cikkben szereplő információk forrásmegjelöléseként.